# Tiphobia horei
Tiphobia horei es una especie de molusco gasterópodo de la familia Thiaridae en el orden de los Mesogastropoda.

## Distribución geográfica
Se encuentra en Burundi República Democrática del Congo Tanzania y Zambia.

## Hábitat
Su hábitat natural son: lagos de agua dulce.

## Referencias

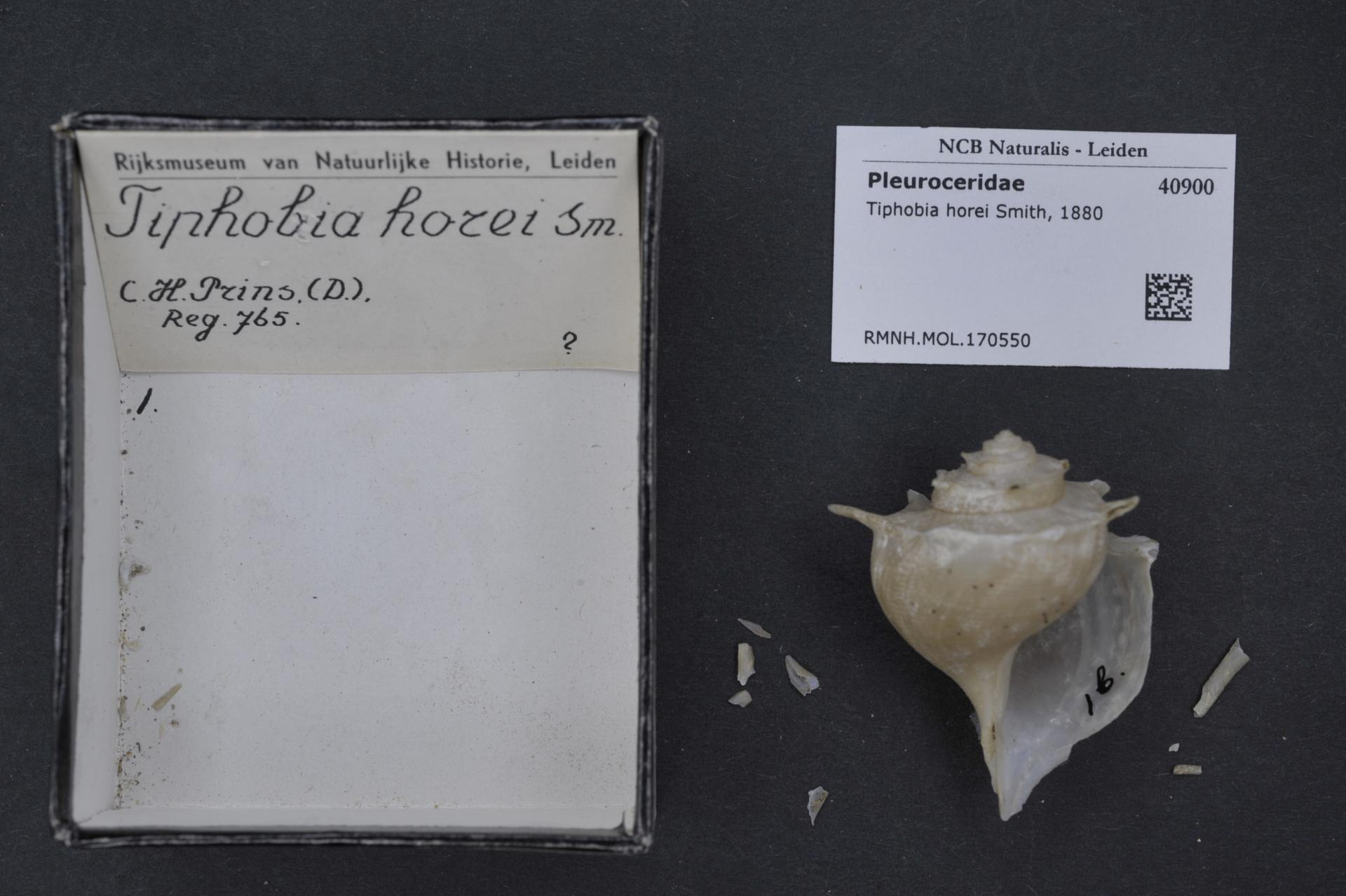
Tiphobia horei Smith, 1880. Espécimen de museo.
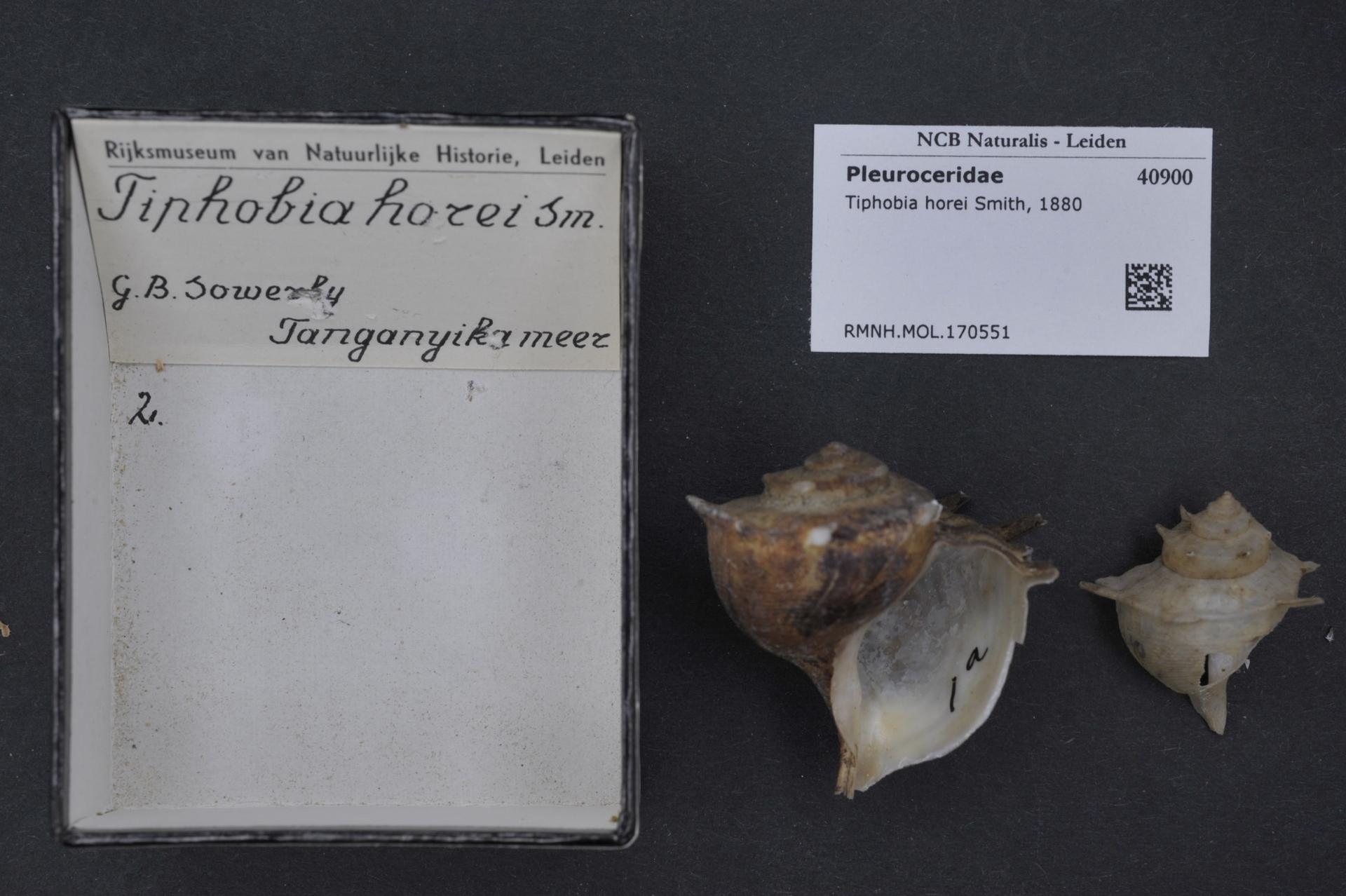
Tiphobia horei Smith, 1880. Especímenes de museo.